# Ferulago bernardii
Ferulago bernardii là một loài thực vật có hoa trong họ Hoa tán. Loài này được Tomk. & Pimenov mô tả khoa học đầu tiên năm 1981.